# Калібаба Дмитро Панасович
Дмитро Панасович Калібаба (18 червня 1925 — 9 січня 2005) — український краєзнавець, журналіст, колекціонер українських старожитностей, член Спілки журналістів України, громадський діяч.

## Життєпис
Народився в селі Ушня, Менського району Чернігівської області у сім'ї сільського фельдшера. Його батько, Афанасій Гуринович, був сільським активістом, багато років віддав охороні здоров'я односельців. За видатні заслуги перед Вітчизною його було нагороджено орденом Леніна. Мати працювала в колгоспі.
В Ушні минуло дитинство Дмитра Панасовича. Середню школу він закінчив у Блистові.
Учасник Другої світової війни. З 1943 по 1948 рік перебував у лавах Радянської Армії. Служив у Середній Азії. Там і одружився.
Демобілізувавшись, повернувся на батьківщину і працював учителем Ушнянської семирічки. У 1952 р. закінчив Ніжинський педагогічний  інститут. Від 1949 працював на партійній роботі. Від 1959 — вчитель російської мови та літератури, а також історії в Менській середній школі ім. В. Леніна. У 1963—1969 та 1970—1980 — інспектор шкіл Менського райвно; 1969 — завідувач районного методичного кабінету; 1980—1986 — завуч та директор Менської заочної школи. Брав участь в укладанні книги «Відомі діячі культури, науки, політики Придесення» (1995), «Відомі діячі культури, науки, політики Чернігівщини» (1998; обидві вийшли друком у Чернігові), «Наша рідна Менщина» (2003) та брошур «Мена» (1996), «Герої, лауреати, заслужені працівники народного господарства й культури Менського району Чернігівської області» (2000; усі видані у м. Мена).
Співавтор нарисів про м. Мена у книзі «Історія міст і сіл Української РСР» (К., 1972; 1983), «Бібліографічного покажчика літератури про Менський район Чернігівської області» (Чернігів, 1972). Член Національної спілки журналістів України (1991). Автор близько 200 публікацій з історії Чернігівщини, краєзнавчих та літературознавчих розвідок. Засновник Менської районної художньої галереї (1993), кількох сільських музеїв.
Виховав трьох доньок, які подарували йому п'ятьох онуків.
Пішов із життя 9 січня 2005 року.

## Творчий доробок
Автор багатьох праць про Чернігівщину: книжки «Відомі діячі культури, науки, політики Придесення», брошури «Мена. 930 років», співавтор нарисів про Мену в книгах «Історія міст і сіл України. Чернігівська область», «Бібліографічного покажчика літератури про Менський район Чернігівської області» та ін.

## Публікації про життя і творчість Д.П.Калібаби
1. Дмитру Панасовичу Калібабі — 70 // Чернігівський вісник. — 1995. — 23 черв.
2. Відомі діячі культури, науки, політики Чернігівщини [Текст] / Д. П. Калібаба ; ред. І. Каганова, О. Астаф'єв. — Чернігів: Редакційно-видавничий відділ комітету інформації, 1998. — 256 с
3. Корбач І. М. І спитав Дмитро Калібаба / І. М. Корбач // Сільські вісті. — 1999. — 2 берез.
4. Життя — невтомний пошук. До 80-річчя з дня народження краєзнавця Дмитра Панасовича Калібаби: (Бібліогр. покажч.) / Укл. Л. Л. Москальська; Відп. за вип. Р. Б. Фесюн. — Мена.: Б.в., 2005. — 51с.
5. «Мій рідний край» // Наше слово. — 2003. — 10 трав. В обласному краєзнавчо-літературному конкурсі з такою назвою одержав відзнаку Д. П. Калібаба.
6. Соломко А. М. Любов моя — Мена… / А. М. Соломко // Київ. — 1998. — № 3-4. — С.13-15.
7. Соломко А. М. Частка його душі / А. М. Соломко // Урядовий кур'єр. — 2002. — 5 лип.
8. Соломко А. М. Збирач народних скарбів / А. М. Соломко // Співоче поле Чернігівщини: Календар 2004. Чернігівське земляцтво. — К.: Український Центр духовної культури. — 2003. — С. 84-85
9. Соломко А. М. Музей удома, галерея в місті /А. М. Соломко // Чернігівщина краєзнавча: Календар 2005. Чернігівське земляцтво. — К.: ТОВ. Культурно-освітній видавничо-поліграфічний центр «Златояр», 2004. — С. 520.
10. Соломко А. М. Вищий скарб чарівника /А. М. Соломко // Урядовий кур'єр. — 2004. — 9 верес.
11. Соломко А. М. Своє життя він присвятив Меншині /А. М. Соломко // Наше слово. — 2005. — 19 лют.
12. Соломко А. М. Квіти для побратима /А. М. Соломко // Отчий поріг. — 2005. — 3 берез.

## Дослідження творчості Д. Калібаби, та наукові дискусії навколо деяких його позицій
1. Життя — невтомний пошук. До 80-річчя з дня народження краєзнавця Дмитра Панасовича Калібаби: (Бібліогр. покажч.) / Укл. Л. Л. Москальська. Відп. за вип. Р. Б. Фесюн. — Мена.: Б.в., 2005. — 51 с.
2. Бушак С. М. Калібаба Дмитро Панасович / С. М. Бушак // Енциклопедія сучасної України [Електронний ресурс]. — Режим доступу до статті: http://esu.com.ua/search_articles.php?id=10559 [Архівовано 15 лютого 2017 у Wayback Machine.]. — Заголовок з екрану. — 15.02.17.
3. Магула А. В. Мена — місто давнє, сіверянське (щодо висвітлення історії давнього населеного пункту в публікаціях О. Салтана) / А. В. Магула // Сіерянський літопис. Всеукраїнський науковий журнал. — 2016. — № 1 (127). — С. 148—175. http://dspace.nbuv.gov.ua/bitstream/handle/123456789/100121/17-Mahula.pdf?sequence=1 [Архівовано 17 лютого 2017 у Wayback Machine.]
4. Салтан Н. М. Етнографічна спадщина менського краєзнавця Дмитра Панасовича Калібаби / Н. М. Салтан // Сіверщина в історії України. — Вип. 10. — 2017. — Глухів — Київ.: Центр пам'яткознавства НАН України і УТОПІК. — С. 427—431. http://nz-hlukhiv.com.ua/wp-content/uploads/sivershuna/sivershuna_2017.pdf [Архівовано 7 серпня 2017 у Wayback Machine.]
5. Салтан О. М. До питання про першу літописну згадку про місто Мена, Чернігівської області / О. М. Салтан // Українознавство. Науковий громадсько-політичний культурно-мистецький релігійно-філософський педагогічний журнал — 2011. — № 2 (39). — С. 187—192. http://archive.nndiuvi.org.ua/fulltext.html?id=2438&search=%D1%E0%EB%F2%E0%ED%20%CE.%CC
6. Салтан О. М. Місто Мена, в історичній та науковій ретроспективі. Науково-документальний нарис О. М. Салтан. — Харків.: Барбаріс-Прінт, 2013. — 170 с. — Адреса електронної версії:https://drive.google.com/file/d/0Bw3PnF0hIz4LWmJNeXBkZ2VBVkU/view?pli=1 [Архівовано 19 грудня 2014 у Wayback Machine.]
7. Салтан О. М. Історичний, хронологічний та топонімічний аналіз походження міста Мени / О. М. Салтан // Сіверянський літопис. Всеукраїнський науковий журнал. — 2015. — № 2 (122). — С. 91-128. http://dspace.nbuv.gov.ua/bitstream/handle/123456789/88809/08-Saltan.pdf?sequence=1 [Архівовано 2 лютого 2017 у Wayback Machine.]
8. Салтан О. М. Топонімічні варіації щодо походження назви міста Мена, Чернігівської області / О. М. Салтан Збірник наукових праць «Сіверщина в історії Україні» / Центр пам'яткознавства НАН України і УТОПІК. — 2018. — Випуск № 11. — С. 360—365. http://nz-hlukhiv.com.ua/wp-content/uploads/sivershuna/sivershuna_2018.pdf [Архівовано 19 липня 2021 у Wayback Machine.]
9. Сироткіна Г. Ф. Тож скільки років нашій Мені. Дискусія триває / Г. Ф. Сироткіна // Наше слово 24 серпня 2013. [Електронний ресурс]. — Режим доступу до статті: http://nslovo.com/blog/tozh-skilky-rokiv-nashij-meni-dyskusiya-tryvaje [Архівовано 15 квітня 2014 у Wayback Machine.]. — Заголовок з екрану. — 14.04.14.